# Hello, Dolly! (альбом)
Hello, Dolly! (с англ. — «Привет, Долли!») — тридцать первый студийный альбом американской джазовой певицы Эллы Фицджеральд, выпущенный на лейбле Verve Records в 1964 году под студийным номером Verve V6-4064. Названием для альбома послужила заглавная песня из мюзикла «Hello, Dolly!». Одним из наиболее примечательных треков является кавер-версия Фицджеральд на песню The Beatles «Can’t Buy Me Love», сингл занял 34 место в британских чартах.
В 1990 году Verve перевыпустили запись в формате CD под студийным номером Verve B0004675-02.

## Отзывы критиков
В рецензии журнала Record World заявили, что «Элла была бы певицей, полной сюрпризов, если бы давным-давно не было установлено, что она может всё. Поэтому слушателей на самом деле нельзя удивить её бесконечными инновациями, нюансами и колоритами. Их можно только постоянно восхищать и обхаживать».

## Список композиций
| №                   | Название              | Текст песни         | Музыка                      | Длительность |
| ------------------- | --------------------- | ------------------- | --------------------------- | ------------ |
| 1.                  | «Hello, Dolly!»       | Джерри Херман       | Джерри Херман               | 2:55         |
| 2.                  | «People»              | Боб Меррилл         | Жюль Стайн                  | 3:48         |
| 3.                  | «Can’t Buy Me Love»   | Джон Леннон         | Пол Маккартни               | 2:39         |
| 4.                  | «The Sweetest Sounds» | Ричард Роджерс      | Ричард Роджерс              | 2:08         |
| 5.                  | «Miss Otis Regrets»   | Коул Портер         | Коул Портер                 | 3:56         |
| 6.                  | «My Man»              | Альберт Вилеметц    | Чаннинг Поллок, Морис Ивэйн | 4:01         |
| Общая длительность: | Общая длительность:   | Общая длительность: | Общая длительность:         | 19:27        |

| №                   | Название                | Текст песни         | Музыка              | Длительность |
| ------------------- | ----------------------- | ------------------- | ------------------- | ------------ |
| 7.                  | «How High the Moon?»    | Нэнси Гамильтон     | Морган Льюис        | 4:01         |
| 8.                  | «Volare»                | Митчелл Пэриш       | Доменико Модуньо    | 2:42         |
| 9.                  | «The Thrill is Gone»    | Лев Браун           | Рэй Хендерсон       | 3:23         |
| 10.                 | «Memories of You»       | Энди Разаф          | Юби Блэйк           | 2:49         |
| 11.                 | «Lullaby of the Leaves» | Джо Янг             | Бернис Петкер       | 2:56         |
| 12.                 | «Pete Kelly’s Blues»    | Сэмми Кан           | Рэй Хейндорф        | 3:56         |
| Общая длительность: | Общая длительность:     | Общая длительность: | Общая длительность: | 19:47        |

## Участники записи
Треки 1-4:
- Элла Фицджеральд — вокал.
- Джонни Спенс — дирижирование.
- Генри Рене — аранжировки.

Треки 5-12:
- Элла Фицджеральд — вокал.
- Фрэнк Деволь — аранжировки, дирижирование.
- Зут Симс — саксофон.
- Хенк Джонс — фортепиано.